# Antoinette Gillou

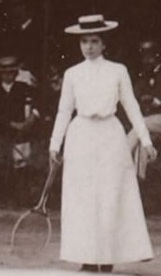
Antoinette Gillou (1901)

Antoinette Marie Jeanne Gillou-Gentien (* 19. Januar 1883 in Paris; † 16. Februar 1949 ebenda) war eine französische Tennisspielerin.

## Biografie
Gillou kam aus einer Tennisfamilie. Ihre Schwester Kate Gillou-Fenwick und ihr Bruder Pierre Gillou spielten ebenfalls. Kate war dabei mit vier Titeln bei den French Open am erfolgreichsten.
Im Jahr 1900 nahm Antoinette Gillou am Mixed-Doppel der Olympischen Spiele teil. Mit ihrem Partner Pierre Verdé-Delisle unterlagen sie in ihrem ersten Match Hedwig Rosenbaum und Archibald Warden in drei Sätzen. Neben diesem Turnier sind keine weiteren Turnierresultate überliefert. In Joan Schenkars Buch Truly Wild wurde Antoinette Gillou als Mitglied der High Society bezeichnet. Eine Liebschaft mit Dorothy Wilde, der Nichte von Oscar Wilde, wurde ihr nachgesagt.
Gillou heiratete 1904 Paul Gentien und hatte mit ihm 1905 einen Sohn namens Antoine Gentien, der von 1921 bis 1951 ebenfalls professionell Tennis spielte.